# بيتسي كولكويت
بيتسي كولكويت (بالإنجليزية: Betsy Colquitt)‏ هي كاتِبة وشاعرة أمريكية، ولدت في 1927، وتوفيت في 7 أبريل 2009.